# Gladiopappus vernonioides
Gladiopappus es un género monotípico de plantas con flores perteneciente a la familia de las asteráceas. Incluye una sola especie: Gladiopappus vernonioides Humbert. Es originaria de Madagascar.

## Distribución y hábitat
Es un arbusto que se encuentra en las laderas rocosas de los inselbergs, en la Provincia de Toliara en Madagascar.

## Taxonomía
Gladiopappus vernonioides fue descrita por Jean-Henri Humbert   y publicado en Bulletin de la Société Botanique de France 95: 181–183, t. 1. 1948.